# Liste de mines en Ontario
Voici une liste de mines situées en Ontario.

## Liste
- Mine d'Adams
- mine Barton (en)
- mine Beanland (en)
- mine Bell Creek (en)
- mine Big Dan (en)
- mine Black Fox (en)
- mine Buckles (en)
- mine Can-Met (en)
- mine Coleman (en)
- mine nord de Copper Cliff (en)
- mine sud de Copper Cliff (en)
- mine Copperfields (en)
- mine Coppersand (en)
- mine Craig (en)
- mine Creighton (en)
- mine Denison (en)
- mine Detour Gold (en)
- mine Dome (en)
- mine Eagle River (en)
- mine Falconbridge (en)
- mine Frood (en)
- mine Fraser (en)
- mine Garson (en)
- mine Geco (en)
- Goderich Salt Mines - mine Sifto Canada (en)
- mine Golden Giant (en)
- mine Hagersville-CGC (en)
- mine Hemlo (en)
- mine Hermiston-McCauley (en)
- mine Hollinger Mines (en)
- mine Holloway (en)
- mine Holt (en)
- mine Hoyle Pond (en)
- mine Kanichee (en)
- mine Keeley-Frontier (en)
- mine Kidd (en)
- mine Lac Des Iles (en)
- mine Lacnor (en)
- mine Lake Shore (en)
- mine Leckie (en)
- mine Lockerby (en)
- mine Madawaska (en)
- mine McIntyre Mines (en)
- mine McWatters (en)
- mine Milliken (en)
- mine Montcalm (en)
- mine Murray (en)
- Mine de Musselwhite
- mine Nickel Rim (en)
- mine Nickel Rim South (en)
- mine Nordic (en)
- mine Norrie (en)
- mine Northland Pyrite (en)
- mine O'Connor (en)
- mine Pamour (en)
- mine Panel (en)
- mine Paymaster (en)
- mine Probe Mines (en)
- mine Pronto (en)
- mine Quirke (en)
- mine Redstone (en)
- Mine de Sherman
- mine Sifto Salt (en)
- mine Spanish American (en)
- mine Stanleigh (en)
- mine Stanrock (en)
- mine Strathcona (en)
- mine Talon Chutes (en)
- mine Temagami-Lorrain (en)
- mine Thayer-Lindsay (en)
- mine Timmins West (en)
- mine Victor Diamond (en)
- mine Windsor Salt (en) - mine Canadian Salt Company (en)
- mine Wilroy (en)
- Wright-Hargreaves Mine
- mine Young Davidson (en)